# Destinderea

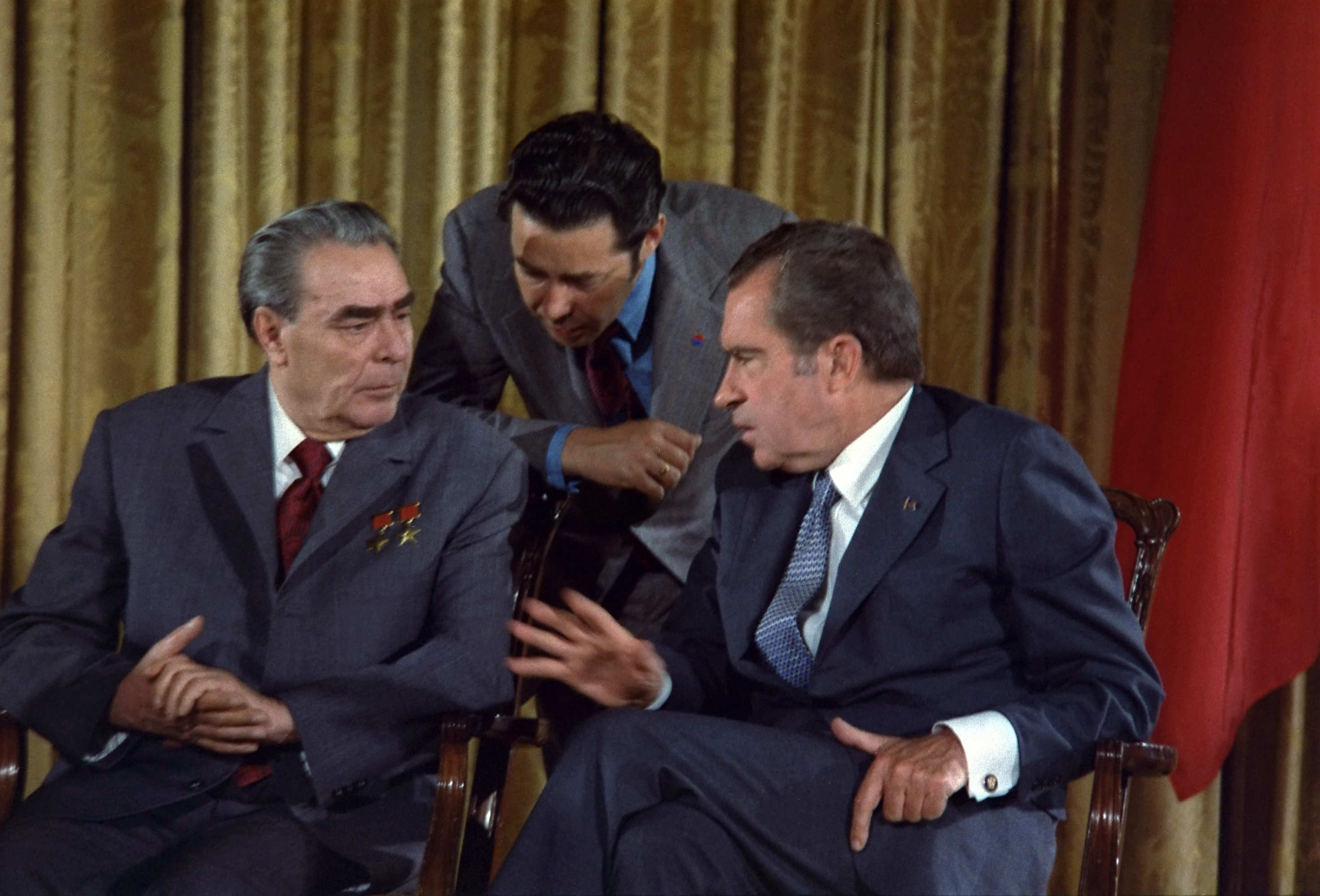
Leonid Brejnev și Richard Nixon în 1973, un moment semnificativ în procesul de destindere

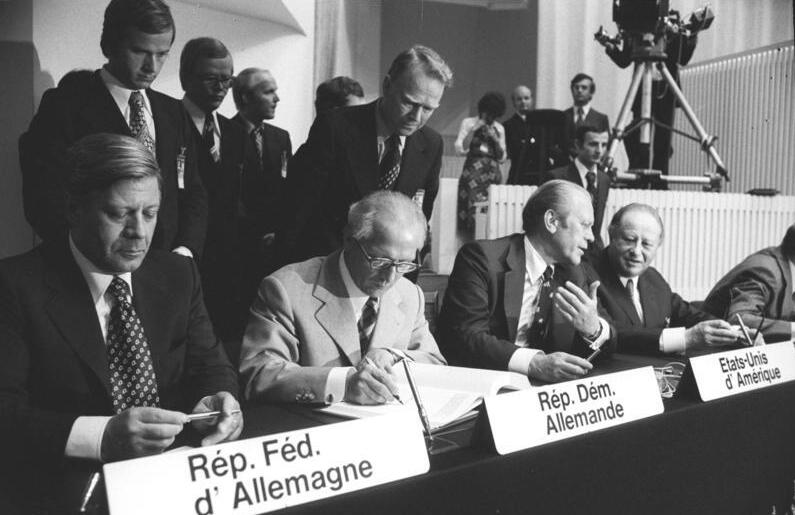
Cele două delegații germane la semnarea Acordului de la Helsinki (1 august 1975)

Destinderea sau relaxarea, în limba franceză détente este termenul folosit pentru relaxarea relațiilor tensionate, mai ales într-o situație politică. Termenul este folosit adesea cu referire la relaxarea generală a relațiilor dintre Statele Unite și Uniunea Sovietică în 1971, o destindere a relațiilor politice tensionate aproximativ în mijlocul Războiul Rece. În Uniunea Sovietică, destinderea a fost cunoscută în limba rusă ca разрядка ( "razryadka", care înseamnă vag "relaxarea tensiunilor"). Perioadă a fost caracterizată prin semnarea tratatelor, cum ar fi SALT I și SALT II și Acordurile de la Helsinki. SALT II a fost dezbătută, dar nu a fost ratificată niciodată de Statele Unite ale Americii. Există o dezbatere între istorici cu privire la contribuția succesului perioadei de destindere în terminarea Războiul Rece. Cele două superputeri au convenit să instaleze o linie telefonică directă între Washington DC și Moscova, permițând ambelor țări ca în caz de urgență să comunice rapid între ele.
Concomitent cancelarul federal german Willy Brandt și papa Paul al VI-lea au lansat noua Ostpolitik, care a dus la detensionarea relațiilor germano-germane, respectiv la detensionarea relațiilor dintre Biserica Catolică și statele din blocul comunist.

## Contextul politic al destinderii

### Europa
În același timp, continuarea cursei înarmărilor nucleare, concentrarea controlului asupra forțelor nucleare occidentale în mâinile Statelor Unite și o serie de incidente cu purtători de arme nucleare au provocat o critică din ce în ce mai mare a politicii nucleare americane. Contradicțiile din principiile gestionării armelor nucleare în comanda NATO au dus la retragerea Franței în 1966 de la participarea la formarea forțelor armate ale acestei organizații. La 17 ianuarie 1966, a avut loc unul dintre cele mai mari incidente cu arme nucleare: bombardierul B-52 al Forțelor Aeriene americane a luat foc în timpul realimentării aeriene a făcut o aruncare de urgență a patru bombe termonucleare asupra satului spaniol Palomares. După acest incident, Spania a refuzat să condamne retragerea Franței din NATO și a restricționat activitățile militare ale Forțelor Aeriene ale SUA pe teritoriul țării, suspendând tratatul spaniol-american din 1953 privind cooperarea militară; Negocierile privind reînnoirea acestui tratat în 1968 s-au soldat cu un eșec.